# Миодраг
Миодраг је јужнословенско, за све сврхе скоро искључиво српско, мушко име, изведено од речи мио и драг, оба уобичајена у словенским дитематским именима. Може се односити на следеће особе:
- Миодраг Белодедици, централни бек румунског фудбала
- Миодраг Божовић, црногорски фудбалски менаџер и бивши играч
- Миодраг Булатовић, црногорски српски романсијер и драматург
- Миодраг Влаховић (министар иностраних послова), црногорски политичар
- Миодраг Гвозденовић, црногорски одбојкаш
- Миодраг Живаљевић, бивши српски нападач
- Миодраг Живковић (политичар), црногорски политичар (Либерална партија Црне Горе)
- Миодраг Јешић, српски фудбалер и фудбалски менаџер
- Миодраг Јовановић, српски фудбалер
- Миодраг Којадиновић, српско-канадски писац и истраживач
- Миодраг Кривокапић (глумац), српски глумац
- Миодраг Кривокапић (фудбалер), бивши црногорски фудбалер
- Миодраг Кустудић, српски фудбалер црногорског порекла
- Миодраг Пантелић, српски фудбалски везиста
- Миодраг Павловић, српски песник
- Миодраг Петковић, професор математике на Универзитету у Нишу
- Миодраг Петровић Чкаља, српски глумац и комичар
- Миодраг Б. Протић, српски сликар
- Миодраг Радовић, југословенски професионални фудбалер
- Миодраг Радуловачки, српско-амерички научник
- Миодраг Симовић, судија Уставног суда Босне и Херцеговине
- Миодраг Стојковић, српски истраживач генетике
- Миодраг Томић, српски борбени пилот
- Миодраг Влаховић, председник Председништва Социјалистичке Републике Црне Горе 1984-1985.
- Миодраг Џудовић, црногорски фудбалер